# Volkspares
Volkspares ist ein Unternehmen im Bereich von Automobilen aus Südafrika.

## Beschreibung
Das Unternehmen wurde 1977 in Boksburg gegründet. 1986 begann die Produktion von Automobilen und Kit Cars. Der Markenname lautete Volkspares. Das Unternehmen fertigte 40 Komplettfahrzeuge im Jahr 2000, 47 im Folgejahr und 60 in 2002. Für 2003 sind 20 Komplettfahrzeuge sowie 15 Bausätze überliefert. Laut einer Quelle endete 2010 die Produktion. Es ist aber weiterhin in der Tuningbranche tätig.

## Modelle
Das erste Modell war der VW-Buggy Lolette Beach Buggy. Das Fahrgestell vom VW Käfer bildete die Basis. Darauf wurde eine offene türlose Karosserie montiert. Verschiedene Motoren von Volkswagen mit 1600 cm³ Hubraum und 52 PS Leistung, 1800 cm³ Hubraum, 2000 cm³ Hubraum und 2300 cm³ Hubraum standen zur Wahl. Eine andere Quelle gibt an, dass das Fahrgestell gekürzt wurde, die Karosserie aus glasfaserverstärktem Kunststoff bestand und für den stärksten Motor ein Turbolader erhältlich war.
Nachbildungen von Porsche 356 als Speedster, Porsche 550 als Spyder und des AC Cobra standen bis 2003 im Sortiment.
2004 bot Volkspares den Hot Rod Hawg mit einem Motor von Harley-Davidson an. Es gibt Hinweise darauf, dass das Modell in den USA entworfen und produziert wurde, Volkspares es also nur importierte.